# James Bradberry
James Bradberry IV (geboren am 4. August 1993 in Pleasant Grove, Alabama) ist ein US-amerikanischer American-Football-Spieler auf der Position des Cornerbacks. Er spielte College Football für die Samford University und stand zuletzt bei den Philadelphia Eagles in der National Football League (NFL) unter Vertrag. Zuvor spielte Bradberry für die Carolina Panthers und die New York Giants.

## College
Bradberry besuchte die Highschool in seiner Heimatstadt Pleasant Grove in Alabama, wo er Football als Cornerback spielte. In seinem letzten Highschooljahr konnte er neun gegnerische Pässe abfangen. Anschließend ging Bradberry 2011 auf die Arkansas State University, wo er ein Redshirt-Jahr einlegte. Da er unzufrieden damit war, dass er für Arkansas State als Safety spielen sollte, entschloss er sich zu einem Wechsel auf die Samford University, die mit einem kleineren College-Football-Programm in der zweitklassigen NCAA Division I Championship Subdivision (FCS) spielten. Bei den Samford Bulldogs war er vier Jahre lang Stammspieler und konnte insgesamt acht Interceptions fangen sowie 27 Pässe verteidigen. In seinem Senior-Jahr wurde er in das All-Star-Team der Southern Conference gewählt. Bradberry nahm am Senior Bowl teil, wo er dank starker Trainingsleistungen die Aufmerksamkeit von NFL-Teams auf sich ziehen konnte.

## NFL
Bradberry wurde im NFL Draft 2016 in der zweiten Runde an 62. Stelle von den Carolina Panthers ausgewählt. Die Wahl von Bradberry als Spieler eines eher kleinen College-Football-Programms mit schwachen Gegnern und eher unauffälligen statistischen Werten bereits in der zweiten Runde galt als überraschend. Da die Panthers Bradberry als Ersatz für Josh Norman, mit dem kurz zuvor Vertragsverhandlungen gescheitert waren, ausgewählt hatten, war er direkt als Starter gesetzt. Im Saisonverlauf konnte Bradberry seine Draftposition rechtfertigen, er erzielte zwei Interceptions und verhinderte zehn gegnerische Pässe. Pro Football Focus bewertete ihn als besten Rookie-Cornerback.
Wegen einer gebrochenen Zehe verpasste er drei Spiele seiner Rookiesaison.

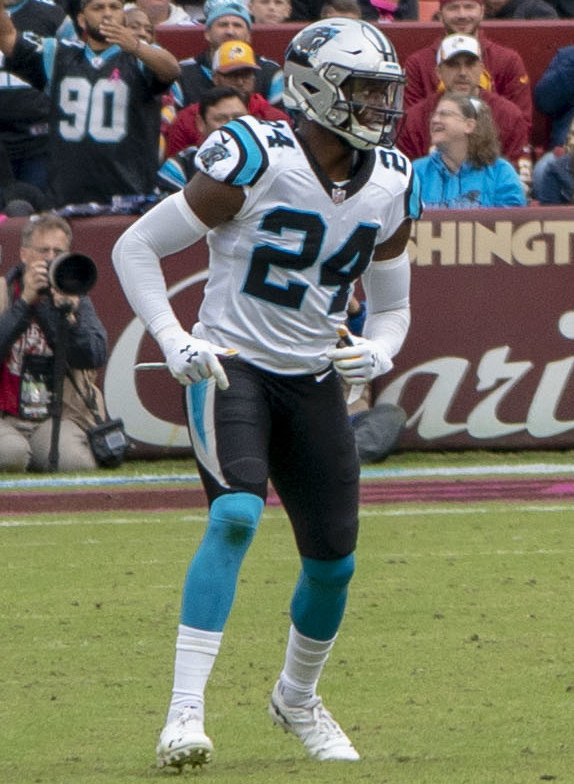
Bradberry bei den Panthers (2018)

In der Vorbereitung auf die Saison 2017 brach sich Bradberry im Juni das Handgelenk. Da er rechtzeitig von dieser Verletzung genesen war, bestritt er 2017 alle 16 Spiele der Regular Season als Starter. Er erzielte zwei Interception, konnte einen Fumble erzwingen und stellte mit 85 Tackles einen Karrierebestwert auf. Auch in den folgenden beiden Jahren konnte Bradberry mit seinen Leistungen überzeugen und etablierte sich als stärkster Cornerback der Panthers, bis sein Vertrag nach dem Ende der Saison 2019 auslief.
Zur Saison 2020 unterschrieb Bradberry einen Dreijahresvertrag über 45 Millionen Dollar, davon 32 Millionen garantiert, bei den New York Giants. In 15 Spielen konnte Bradberry 18 gegnerische Pässe verteidigen, zudem gelangen ihm drei Interceptions. Wegen engem Kontakt zu einer Person mit einem positiven Test auf COVID-19 verpasste er eine Partie. Bradberry wurde erstmals in den Pro Bowl gewählt. Mit vier Interceptions stellte Bradberry 2021 einen neuen Karrierebestwert auf. Im Mai 2022 entließen die Giants Bradberry, um Cap Space zu sparen.
Am 18. Mai 2022 einigte Bradberry sich mit den Philadelphia Eagles auf einen Einjahresvertrag im Wert von 7,25 Millionen US-Dollar. Ihm gelangen drei Interceptions in der Regular Season, darunter ein Pick Six beim Saisonauftakt gegen die Detroit Lions. In den Play-offs fing Bradberry zudem gegen die New York Giants einen weiteren Pass ab. Er zog mit den Eagles in den Super Bowl LVII gegen die Kansas City Chiefs ein. Im März 2023 unterschrieb Bradberry einen neuen Dreijahresvertrag im Wert von 38 Millionen US-Dollar bei den Eagles. In der Saison 2023 war er in 16 Spielen Starter. Die Spielzeit 2024, in der die Eagles den Super Bowl LIX gewannen, verpasste Bradberry verletzungsbedingt vollständig. Im März 2025 wurde er von den Eagles entlassen.

### NFL-Statistiken
| Saison                             | Saison | Spiele | Spiele      | Tackles                         | Tackles                         | Tackles                         | Tackles                         | Interceptions                   | Interceptions                   | Interceptions                   | Interceptions                   | Interceptions                   | Fumbles                         | Fumbles                         | Fumbles                         |
| Jahr                               | Team   | Spiele | als Starter | Gesamt                          | Solo                            | Ast                             | Sacks                           | PD                              | INT                             | Yds                             | Lng                             | TD                              | FF                              | FR                              | TD                              |
| ---------------------------------- | ------ | ------ | ----------- | ------------------------------- | ------------------------------- | ------------------------------- | ------------------------------- | ------------------------------- | ------------------------------- | ------------------------------- | ------------------------------- | ------------------------------- | ------------------------------- | ------------------------------- | ------------------------------- |
| 2016                               | CAR    | 13     | 13          | 59                              | 47                              | 12                              | 0,0                             | 10                              | 2                               | 21                              | 5                               | 0                               | 0                               | 0                               | 0                               |
| 2017                               | CAR    | 16     | 16          | 85                              | 66                              | 19                              | 1,0                             | 10                              | 2                               | 3                               | 3                               | 0                               | 1                               | 0                               | 0                               |
| 2018                               | CAR    | 16     | 16          | 70                              | 58                              | 12                              | 1,0                             | 15                              | 1                               | 29                              | 29                              | 0                               | 1                               | 0                               | 0                               |
| 2019                               | CAR    | 15     | 15          | 65                              | 51                              | 14                              | 1,0                             | 12                              | 3                               | 0                               | 0                               | 0                               | 0                               | 0                               | 0                               |
| 2020                               | NYG    | 15     | 15          | 54                              | 44                              | 10                              | 0,0                             | 18                              | 3                               | 19                              | 19                              | 0                               | 2                               | 1                               | 0                               |
| 2021                               | NYG    | 17     | 16          | 47                              | 37                              | 10                              | 0,0                             | 17                              | 4                               | 19                              | 14                              | 0                               | 0                               | 2                               | 0                               |
| 2022                               | PHI    | 17     | 17          | 44                              | 39                              | 5                               | 0,0                             | 17                              | 3                               | 54                              | 27                              | 1                               | 0                               | 0                               | 0                               |
| 2023                               | PHI    | 16     | 16          | 54                              | 39                              | 15                              | 0,0                             | 13                              | 1                               | 5                               | 5                               | 0                               | 0                               | 1                               | 0                               |
| 2024                               | PHI    | 0      | 0           | verletzungsbedingt ohne Einsatz | verletzungsbedingt ohne Einsatz | verletzungsbedingt ohne Einsatz | verletzungsbedingt ohne Einsatz | verletzungsbedingt ohne Einsatz | verletzungsbedingt ohne Einsatz | verletzungsbedingt ohne Einsatz | verletzungsbedingt ohne Einsatz | verletzungsbedingt ohne Einsatz | verletzungsbedingt ohne Einsatz | verletzungsbedingt ohne Einsatz | verletzungsbedingt ohne Einsatz |
| Gesamt                             | Gesamt | 124    | 124         | 478                             | 381                             | 97                              | 3,0                             | 112                             | 19                              | 150                             | 29                              | 1                               | 4                               | 4                               | 0                               |
| Quelle: pro-football-reference.com |        |        |             |                                 |                                 |                                 |                                 |                                 |                                 |                                 |                                 |                                 |                                 |                                 |                                 |